# Весела (Липецька область)
Весела (рос. Весёлая) — присілок у Долгоруковському районі Липецької області Російської Федерації.
Населення становить 320  осіб. Належить до муніципального утворення Веселовська сільрада.

## Історія
З 13 червня 1934 до 6 січня 1954 року у складі Воронезької області. Відтак входить до складу Липецької області.
Згідно із законом від 2 липня 2004 року №114-оз органом місцевого самоврядування є Веселовська сільрада.

## Населення
| 1866 | 1880 | 1926 | 1932 | 2010 |
| ---- | ---- | ---- | ---- | ---- |
| 810  | ↘796 | ↗903 | ↗987 | ↘320 |